# Acrochordus arafurae
L'acrocordo di Arafura (Acrochordus arafurae McDowell, 1979) è un serpente acquatico della famiglia degli Acrocordidi, che vive in Australia del nord e in Nuova Guinea. Raggiunge una lunghezza massima di 2,5 m e i 9 anni di longevità.

## Descrizione
Questa specie di serpente possiede una pelle incredibilmente flaccida, che sembra distaccarsi dal corpo con facilità. Le femmine, generalmente, sono più grandi dei maschi e danno alla luce fino a diciassette piccoli. Gli acrocordi di Arafura predano grandi pesci, come i pesci gatto.

## Distribuzione e habitat
Australia del nord e  Nuova Guinea.
È una specie acquatica, con una certa predilezione per i ripari rappresentati dalle radici di Pandanus aquaticus.

## Tassonomia
L'acrocordo di Arafura non fu riconosciuta come specie a parte fino al 1979; fino ad allora era classificato come una sottospecie dell'acrocordo di Giava (Acrochordus javanicus).

## Usi
Vengono cacciati dalle popolazioni indigene dell'Australia settentrionale, dove sono piuttosto comuni. In Nuova Guinea, invece, questi serpenti sono uccisi per ricavarne pelli da usare per i tamburi.